# Cimarron (Nou Mèxic)
Cimarron és una vila dels Estats Units a l'estat de Nou Mèxic. Segons el cens del 2000 tenia 917 habitants.

## Demografia
Segons el cens del 2000, Cimarron tenia 917 habitants, 382 habitatges, i 255 famílies. La densitat de població era de 185,4 habitants per km².
Dels 382 habitatges en un 34% hi vivien nens de menys de 18 anys, en un 49,2% hi vivien parelles casades, en un 8,1% dones solteres, i en un 33% no eren unitats familiars. En el 29,1% dels habitatges hi vivien persones soles el 13,6% de les quals corresponia a persones de 65 anys o més que vivien soles. El nombre mitjà de persones vivint en cada habitatge era de 2,4 i el nombre mitjà de persones que vivien en cada família era de 2,89.
Per edats la població es repartia de la següent manera: un 27% tenia menys de 18 anys, un 7,6% entre 18 i 24, un 25,1% entre 25 i 44, un 24,1% de 45 a 60 i un 16,1% 65 anys o més.
L'edat mediana era de 40 anys. Per cada 100 dones de 18 o més anys hi havia 102,7 homes.
La renda mediana per habitatge era de 27.875 $ i la renda mediana per família de 30.677 $. Els homes tenien una renda mediana de 26.125 $ mentre que les dones 19.792 $. La renda per capita de la població era de 14.248 $. Aproximadament el 9,1% de les famílies i el 12,5% de la població estaven per davall del llindar de pobresa.

## Poblacions més properes
El següent diagrama mostra les poblacions més properes.